# Naharlagun
Naharlagun is een census town in het district Papumpare van de Indiase staat Arunachal Pradesh. 

## Demografie
Volgens de Indiase volkstelling van 2001 wonen er 26912 mensen in Naharlagun, waarvan 53% mannelijk en 47% vrouwelijk is. De plaats heeft een alfabetiseringsgraad van 69%. 